# Ahishama
U Makiritarów jeden z „gwiezdnych ludzi”, pod postacią amerykańskiej wilgi pierwszy zamieszkał na niebie jako planeta Mars.